# Bertel Hintze
Bertel Olof Hintze (Helsinki, 14 de mayo de 1901 - Helsinki, 3 de julio de 1969) fue un historiador del arte, escritor y profesor finlandés. Se desempeñó como curador de la Galería de Arte de Helsinki de 1928 a 1968. Hintze es considerado una figura destacada en el ámbito artístico de Finlandia.
Hintze se graduó con una licenciatura en filosofía en 1922. En 1926, defendió su tesis doctoral en la Universidad de Helsinki con una disertación sobre el pintor Robert Wilhelm Ekman. Estudió pintura finlandesa del siglo XIX en particular. También fue uno de los fundadores de la Asociación de Arte Contemporáneo en 1939, y fue el primer presidente de la asociación hasta 1954.
Tuvo un papel importante en el establecimiento de la Fundación de Arte Gösta Serlachius en Mänttä y el Museo de Arte Amos Anderson en Helsinki.

## Publicaciones
- Robert Wilhelm Ekman 1808–1873, (1926).
- Karl Emanuel Jansson, (1928).
- Modern konst 1-2, (1928, 1930).
- Albert Edelfelt 1-3, (1942-1944).
- Gösta Diehl, (1966).